# Šántarakšita
Šántarakšita (dévanágarí: शान्तरक्षित) byl původem indický buddhistický pandita a hlavní představený Nálandy. Položil základ školy, která v sobě spojovala učení madhjamaky (resp. Nágárdžuny), jógáčáry (resp. Asangy) a logického a epistemologického myšlení Dharmakírtiho.
Šántarakšita je znám také tím, že pomáhal se zavedením buddhismu do Tibetu, dá se považovat za spoluzakladatele kláštera Samjä.